# Iphiaulax facialis
Iphiaulax facialis är en stekelart som beskrevs av Szepligeti 1913. Iphiaulax facialis ingår i släktet Iphiaulax och familjen bracksteklar. Inga underarter finns listade i Catalogue of Life.